# Челнаков, Дмитрий Геннадьевич
Дмитрий Геннадьевич Челнаков (Челноков) (род. 15 июля 1974) — советский и российский хоккеист, защитник.

## Биография
Воспитанник электростальского хоккея. Играл за команды «Кристалл» / «Элемаш» Электросталь (1991/92, 2000/01, 2002/03), «Дизелист» Пенза (1992/93), «Марс» Тверь (1992/93), «Химик» Воскресенск (1993/94 — 1997/98, 1999/2000), «Сокол» Луховицы (1993/94), «Буран» Воронеж (1994/95), «Спартак-2» Москва (1997/98), «Нефтяник» Альметьевск (1998/99), «Сибирь» (2001), «Энергия» Кемерово (2002), ХК «Липецк» (2002/03).
На рубеже 1995—1996 годов играл за сборную России (сборную клубов) против сборной Канады.
Участник хоккейного турнира зимней Универсиады 2001.